# یی سون شین
یی سون شین (Hunminjeongeum: 이순신; هانجا: 李舜臣)؛ ۲۸ آوریل ۱۵۴۵ – ۱۶ دسامبر ۱۵۹۸ دریاسالار پادشاهی چوسان بود که نقش زیادی در پیروزی کره در تهاجم هیده‌یوشی به کره (۱۵۹۸–۱۵۹۲) داشت. وی پس‌از مرگش، با سرگفتار «سرور دلاور وفادار» سرفراز شد.نام او به عنوان بزرگترین فرمانده دریایی تاریخ کره به شمار می‌آید که به خاطر بینش استراتژیک، هوش، نوآوری‌ها و شخصیتش شناخته می‌شود.
تعداد دقیق نبردهای دریایی که دریاسالار یی علیه ژاپنی‌ها انجام داده، موضوع بحث‌های تاریخی است. با این حال، عموماً پذیرفته شده است که او حداقل در ۲۳ نبرد دریایی جنگیده و در همه آنها به پیروزی رسیده است. در بسیاری از این نبردها، او فرماندهی نیروهایی را بر عهده داشت که از نظر تعداد و تجهیزات ضعیف بودند. چشمگیرترین موفقیت او در نبرد میونگ‌نیانگ رخ داد، جایی که او یک ناوگان کره‌ای متشکل از ۱۳ کشتی را به پیروزی در برابر ناوگان ژاپنی متشکل از حداقل ۱۳۳ کشتی هدایت کرد. دریاسالار یی، در نبرد نوریانگ، آخرین نبرد بزرگ جنگ ایمجین، در ۱۶ دسامبر ۱۵۹۸ بر اثر زخم گلوله درگذشت.
او چهره‌ای برجسته در تاریخ کره است، با بناهای تاریخی، جوایز و شهرهایی که به نام او نامگذاری شده‌اند، و همچنین فیلم‌ها و مستندهای متعددی در مورد دستاوردهای او. خاطرات دوران جنگ او، که با نام نانجونگ ایلگی شناخته می‌شوند، بخشی از ابتکار حافظه جهانی یونسکو هستند.

## قبل از جنگ با ژاپن
یی سون شین تا سن ۳۴ سالگی نظامی نشد و عنوان پیرترین افسر را در ارتش بدست آورد. بخشی از آن به این دلیل بود که یی سون شین در اولین تلاش خود برای ورود به ارتش از اسب افتاد و پایش شکست و در نتیجه در امتحان ورودی ارتش کره شکست خورد. با این حال، او امتحان دوم خود را با موفقیت پشت سر گذاشت.
یی سون شین نخستین بار در ارتش علیه گروهی از مردم جورجی (مردم چینی) وارد عمل شد. یی سون شین رهبر آنها را به اسارت گرفت و اعدام کرد، سپس به مبارزه علیه کسانی که باقی مانده بودند ادامه داد. با این حال، او در ارتش سلسله چوسان چندین رقیب داشت و یی سون شین یکی از افسرانی بود که توسط مافوق‌های حسود خود نادیده گرفته شدند. یی سون شین پس از اینکه به دروغ متهم به ترک خدمت در زمان نبرد شد، رتبه خود را از دست داد و تبدیل به یک سرباز معمولی شد. با این حال، او هنوز همپیمانان خود را داشت و به زودی به عنوان فرمانده آکادمی آموزش نظامی منصوب شد. در آن زمان مشخص شده بود که ژاپن برای اشغال کره نقشه‌هایی در سر دارد ویی سون شین از پست جدید خود برای ساخت نیروی دریایی منطقه‌ای استفاده کرد. در این زمان بود که یی با خلق یک نوع انقلابی جدید از کشتی‌های نظامی، خلاقیت خود را نشان داد.

### کشتی لاک‌پشتی
یکی از برجسته‌ترین دستاوردهای دریاسالار یی سون شین، که به نوبه خود بسیاری از موفقیت‌های بعدی او را ممکن کرد، اختراع کشتی
لاک‌پشتی بود. کشتی لاک‌پشتی نام خود را از سپر فلزی روی عرشهٔ خود می‌گیرد که برخلاف عرشه‌های باز کشتی‌های دیگر در آن زمان بود. این پوشش محافظت بسیار خوبی در برابر سلاح‌های آتشین و پرتابه‌ها بود. بیشتر مورخان معتقدند که کشتی لاک پشتی نخستین کشتی زرهی بوده و برخی آن را اولین کشتی زره‌پوش می‌دانند.
سلاح اصلی آن شامل توپ، سر اژدهای نصب شده بر روی سینهٔ کشتی که می‌توانستند آن را برای نصب سلاح‌های مختلف استفاده کنند و همچنین نیزه‌هایی در بالای سپر فلزی کشتی بودند. توپ‌ها از آنجا که ژاپنی‌ها به‌طور کلی از توپ‌های زیادی در کشتی‌های خود استفاده نمی‌کردند، بسیار تأثیرگذار بودند.
سر اژدها در ابتدا فقط برای ایجاد رعب و وحشت در دشمن در نظر گرفته شده بود، اما یی سون شین خیلی زود فهمید که می‌تواند سلاح‌های مختلفی را در آن نصب کند. می‌توان از آن برای نصب توپ‌های ساده استفاده کرد، یا سلاح‌های دودزا و حتی سلاح‌های آتش‌افکن. سرانجام، نیزه‌های فلزی که نصب شده بر روی عرشه، سوار شدن سربازان دشمن به کشتی را تقریباً غیرممکن کرده بود. این یک غافلگیری در حمله و دفاع بود.

## تهاجم ژاپن به کره (۱۵۹۸–۱۵۹۲)

نبردهای یی سون شین در سال ۱۵۹۲

ژاپن درست پس از گذشت یک سال از رسیدن یی سون شین به مقام جدیدش، حمله به کره را آغاز کرد. یی سون شین پیش از این هرگز فرماندهی یک کشتی را برعهده نگرفته بود، اما در چهار ماه اول جنگ ۱۱ نبرد نیروی دریایی را با پیروزی پشت سر گذاشت.
اولین نبرد دریایی وی نبرد اوکپو بود که با یک فرمانده دیگر، وون کیون، ۲۶ کشتی ژاپنی را نابود کردند و در حالی که فقط سه نفر کره ای زخمی شدند. یی سون شین بزودی کشتی‌های ژاپنی دیگر را نیز در منطقه تعقیب و را نابود کرد. ژاپنی‌ها هنگام ورود وی به منطقه، غالباً از ترس کشتی‌های خود را ترک می‌کردند و آنها را نابود می‌کردند.
تویوتومی هیده‌یوشی، رهبر نظامی ژاپن، با افزایش نیروی دریایی خود به ۱۷۰۰ فروند کشتی به کره ای‌ها پاسخ داد. با این حال، یی سون شین مزایای بسیاری داشت.
اول اینکه، او اطمینان داد که مردانش به خوبی آموزش دیده‌اند. دوم، او مناطق ساحلی را که نبردها به خوبی در جریان بود می‌شناخت و توانست از جزر و مد و تنگه‌ها به نفع خودش سود ببرد. سوم، توانایی‌های رهبری طبیعی وی باعث الهام بخش مردان او شد. سرانجام، یی سون شین کشتی‌های لاک پشتی خود را داشت.
جنگ برای کره در زمین به خوبی پیش نمی‌رفت. ژاپنی‌ها قادر بودند از مکانهایی دور از موقعیت دریاسالار یی سون شین باخبر شوند و بخش اعظمی از کره، از جمله سئول، را به تصرف خود درآوردند. با این حال، کره ای‌ها با دودمان مینگ در چین متحد شدند که به عوض شدن مسیر جنگ در خشکی کمک کرد.
ژاپنی‌ها سه عملیات دریایی دیگر را در سال ۱۵۹۲ به راه انداختند. یی سون شین قلادهٔ کشتی‌های لاک پشت خود را در طول عملیات دوم باز کرد. کشتی لاک پشتی ابتدا در نبرد ساچئون دیده شد که در آن نبرد نیروهای یی سون شین کل ناوگان ژاپنی را نابود کردند در حالی که تنها ۵ نفر از کره ای‌ها زخمی شدند. با این حال، یکی از این زخمی‌ها خود یی سون شین بود که از شانه زخمی شد هرچند که نجات یافت.
دریاسالار یی سون شین در اواخر سال ۱۵۹۲ حداقل در ۱۵ نبرد پیروز شده بود و هر ۴ عملیات دریایی ژاپنی‌ها را عقیم گذاشته بود. ژاپن از کره عقب‌نشینی کرد. با این حال، آنها به مدت طولانی منتظر نماندند.
در این میان، دریاسالار یی با مشکلات سیاسی برخورد کرد. ژاپنی‌ها تصمیم گرفتند از رقابت‌های دربار کره استفاده کنند و یکی از مردانشان، یک مأمور دوجانبه به نام یوشیرا را برای خراب کردن شهرت یی سون شین به کره فرستادند. یوشیرا اطلاعات غلطی به رهبران کره داد. در نتیجه او به دستور مخالفان سیاسی خود به دلیل نافرمانی از دستورها دستگیر، تنزل رتبه و تقریباً تا مرگ شکنجه شد. متحدان وی سرانجام وی را آزاد کردند. در این میان، ژاپن با آگاهی از اینکه یی سون شین از چرخهٔ فرماندهی حذف شده تهاجم جدیدی را آغاز کرد.
وون کیون اندکی پس از به دست گرفتن فرماندهی نیروی دریایی در نبرد چیل چول لیانگ کشته شد. یی سون شین بار دیگر دریادار و مسئول باقیماندهٔ ناوگان کره شامل ۱۳ فروند کشتی شد.
دریاسالار یی سون شین، به ظاهر به دلیل ناکامی وون کیون معذب بود و خود را برای آخرین نبرد آماده گردید. با این حال، او تصمیم گرفت تا آنجا که ممکن است ژاپنی‌های زیادی را با خود غرق کند. وی در تنگه میونگ ریانگ موضع گرفت، زیرا آنجا تنگ بود، جریان آبی قدرتمند و مطلوبی داشت، در سایهٔ کوه‌های اطراف احاطه شده بود، و گردابهایی تندی داشت.
نبرد از اوایل صبح شروع شد که جریان آب به سمت شمال بود. حدود ۳۳۰ فروند کشتی جنگی ژاپنی به ۱۳ فروند کشتی یی سون شین حمله کردند.
در واقعیت، نبرد به عنوان ۳۳۰ در مقابل یک آغاز شد، زیرا تنها دریاسالار یی سون شین به اندازه کافی جسور بود تا کشتی خود را به سمت ژاپنی‌ها پیش براند. او می‌دانست که از دو مزیت برخوردار است: توپ‌های بی شماری (که ژاپنی‌ها در آن زمان به ندرت از آنها استفاده می‌کردند) و کماندارانش. در مقابل، کشتی‌های ژاپنی برای تصادف با سینهٔ کشتی طراحی شده بودند.
همان‌طور که کشتی سرفرماندهی کره، ژاپنی‌ها را از راه دور بمباران می‌کرد، کشتی‌های دیگر ناوگان کره دل و جرأت پیدا کردند و به آرامی به او پیوستند.
با قرار گرفتن ژاپنی‌ها در میانهٔ تنگه، جریان آب به سمت جنوب تغییر کرد. در نتیجه، کشتی‌های متراکم ژاپنی شروع کردن به تصادم با یکدیگر کردند. کشتی‌های ژاپنی هدف آسانی برای توپ‌های کره ای‌ها بودند. ملوانان ژاپنی شروع به پریدن کشتی کردند اما در جریان قوی آب غرق شدند.
در پایان روز، ژاپنی‌ها نیمی از مردان و ۳۰ فروند از کشتی‌هایشان را از دست داده بودند. برخی مورخان معاصر بر این باورند که تلفات کشتی‌های ژاپنی حتی بیشتر از این بوده است. دریاسالار یی سون شین حدود ده نفر تلفات داشت و حتی یک فروند کشتی هم از دست نداد.

### نبرد نهایی، نبرد نوریانگ
نبرد نوریانگ نبرد نهایی دریاسالار یی سون شین است. در دسامبر ۱۵۹۸، ژاپنی‌ها ناوگان دیگری را به کره فرستادند، این بار به سمت تنگه نوریانگ در جزیره نامهائه در جنوب کره.
در این زمان نیروی دریایی دودمان مینگ برای کمک به کره‌ای‌ها سررسید. مینگ ۶ فروند کشتی جنگی و ۵۷ فروند ناوچه به صحنه آورد. کره‌ای‌ها ۸۲ فروند از کشتی‌های جنگی معمول خود را به همراه سه کشتی لاک‌پشتی به همراه داشتند. وقتی که کره‌ای‌ها بار دیگر از تنگه‌ها به نفع خود استفاده کردند ژاپنی‌ها بار دیگر عقب‌نشینی کردند.
دریاسالار یی سون شین دستور داد تا برای از بین بردن ناوگان دشمن آنها را تعقیب کنند. در پی آن دریاسالار یی سون شین در طی نبرد به طرز مهلکی از شانه زخمی شد.
آخرین دستور دریاسالار به برادرزاده‌اش این بود که «نبرد در اوج است. طبل‌های جنگ من را بزن. مرگ مرا اعلام نکن» برادرزاده‌اش، یی وان، زرهٔ او را پوشید و طبل جنگی را به صدا درآورد و به این طریق توانست روحیه افرادش را بالا نگه دارد.
نتیجه این نبرد بسیار موفقیت‌آمیز بود و ناوگان مشترک کره و چین در حدود ۲۰۰ فروند کشتی ژاپنی را منهدم کرد. کره‌ای‌ها بار دیگر هیچ کشتی‌ای را از دست ندادند.

## میراث
پس از مرگ یی، کره‌ای‌ها در همه جا آشفته حال شدند. زیارتگاه‌های زیادی به احترام وی در سراسر کشور ساخته شد و وی در کنار پدرش با احترام دفن شد. خوشبختانه برای کره ای‌ها این نبرد پایان جنگ بود و کره نجات یافت.